# 吉林历史
吉林省自古就有人类活动的迹象，为东北亚诸多民族活动的场所。

## 上古文明
- 早期存在肃慎、濊貊、东胡、山戎等各民族地方政权。“肃慎国”，与中国中原王朝有往来，漢四郡中的真番郡可能與他們有關。
- 濊貊，濊貊族是濊族與貊族的合稱，以农业城栅为特点，不同於游牧族。濊人原居住在松嫩流域，後來逐渐向东南迁移[1]，濊族從事農業和漁獵業，黍成為濊人的主要食糧。此時的濊族進入原始社會晚期，過著定居生活。濊族是有很多分支，其中高夷（后来的沸流國）在浑江流域，良夷在今大同江中下游（即古朝鲜人，乐浪夷）。东濊是分布在今朝鲜江原道。
- 东胡与山戎，春秋时期，东胡居住在燕国北部，《史记·匈奴列传》记载“燕北有东胡、山戎”。

## 战国至秦汉
- 肃慎，秦、汉时被称为“挹娄”、“勿吉”。
- 濊貊，秦漢之際，松嫩平原出現第一個國家——「濊王國」，在漢代人們發現了「濊王之印」，其「國有故城」，濊貊人的北支為索離族，飼養豬、馬、牛，又善於狩獵。索離人生活在嫩江以東、松花江以北的松嫩平原地帶。嫩江下游肇源縣白金寶遺址就是索離人(貊人)的文化遺存。索離人的社會內部已出現私有制和階級對立，已跨入文明的門坎。索離族人東明稱王，不用濊族和索離族名，而採用鳧臾族名，中原漢族王朝譯作夫餘，後改為扶餘。漢時受玄菟郡管轄，漢末三國初改屬遼東公孫氏，晉朝時由東夷校尉管理。漢朝曾經在濊貊人地方置滄海郡。
- 东胡与山戎,战国时期，东胡居住在燕国和赵国北部，这个时期东胡最为强盛，号称“控弦之士二十万”，曾多次南下侵入中原。后被燕将秦开击败。

秦汉之际，东胡逐渐衰落。
- 西汉灭亡卫满朝鲜后增设玄菟郡等郡县管理辽东高句丽和吉林扶余等国。
- 东汉增设辽东属国，管理北部少数民族国家扶余、高句丽等。
- 据隋书卷81中称新羅國，在高麗東南，居漢時樂浪之地，或稱斯羅。魏將毌丘儉討高麗，破之，奔沃沮。其後復歸故國，留者遂爲新羅焉。故其人雜有華夏、高麗、百濟之屬，兼有沃沮、不耐、韓獩之地。其王本百濟人，自海逃入新羅，遂王其國。
- 南北朝时东北亚强国高句丽的首都國內城，是高句丽第二个都城（公元3年-公元427年），是高句丽人历史上最辉煌的年代。

## 魏晋南北朝
- 北魏灭北燕后，辽东和吉林地形成高句丽人的聚居地之一。

491年，北魏孝文帝冊封高句丽長壽王為車騎大將軍、太傅、遼東郡開國公、高句麗王，辽东和吉林成为高句丽人的少数民族地方政权。
- 高句丽在这段时间内发展壮大，使扶余，靺鞨等民族臣服。

## 隋唐五代
- 貞觀十七年（643年），高句丽与百济联合攻打唐的友邦新罗，新罗请唐援。唐太宗便以此下令攻打高句丽与百济。贞观十九年（645年），李勣率军从陆路，张亮率舟师从水路，兵分两路进攻高句丽，唐太宗亲自到辽东前线督战。唐军攻下辽东城后，接着攻打安市城（今辽宁海城），自六月二日至九月十八，历时三月没有攻下。
- 公元668年唐朝和新羅的聯軍滅高句麗後，唐分其境为九都督府、四十二州、一百县，并于平壤设安东都护府以统之，高句丽旧都國內城為唐朝安东都护府之哥勿州驻地。
- 天宝十四载十一月甲子日（755年12月16日星期二），身兼范阳、平卢、河东三节度使的安禄山在范阳起兵，史稱安史之亂。大同江以北包括今天的吉林全部被后来崛起的渤海国占据。
- 渤海國時期，為其西京所辖的桓州等地，吉林地为渤海国長嶺府(現在的樺甸县), 扶余府(现在的扶余县), 鄚頡府等。
- 五代时契丹人灭亡渤海国，此地成为辽国的核心部分，仍为桓州。

## 辽金元
- 辽朝时分属于东京道、上京道、中京道。
- 金朝时大部分地区属东京路统辖，其余分属咸平路、上京路、北京路。
- 元朝时部分地区属辽阳行省开原路咸平府。

## 明清
- 明朝时部分属奴儿干都指挥使司，为建州女真，野人女真等地。
- 万历三十六年（1608年）四月，努尔哈赤与明边将立碑划界，从此自称为国。吉林等地进入女真人的国家。
- 万历四十四年（1616年）正月，努尔哈赤于赫图阿拉御八角殿称汗，建元天命，定国号为金，史称后金。
- 清朝设吉林将军，宁古塔将军，清朝前期，吉林省一直延伸至海岸线，比邻日本海，包括今天本省东部、黑龙江省东部、俄罗斯滨海边疆区和哈巴罗夫斯克边疆区南部，在清朝省区面积中佔列第六、七位。素以造船业为主，“吉林乌拉”(Girin ula)在满语中为靠近水边居住地的意思。清朝初期寧古塔也是吉林的一部分，屬吉林將軍所管轄，主要作為牧場及流放囚犯的地方，例如鄭芝龍就是在此地被處死的。清顺治十四年（1657年）爆發丁酉科場案，吴兆骞被发配到宁古塔。康熙二十年（1681年）經明珠、徐乾學、徐元文等朝廷重臣相救，納資贖歸，前後歷經23年。張縉彥稱，「流徙來者，多吳、越、閩、廣、齊、楚、梁、秦、燕、趙之人。」[2]
- 1860年《中俄北京条约》中吉林所有沿海地区被割让，仅剩下内陆。清末改吉林省。

## 民国时期
- 1911年清朝灭亡，1915年袁世凯称帝失敗后，由于局势变化奉系军阀张作霖成为满洲地区的实际控制者，實質掌握遼寧、吉林和黑龍江三省全境。
- 1929年其子张学良繼位，宣布东北易帜，名義上歸順中国国民政府。
- 1931年大日本帝國陸軍在發動九一八事變佔領中國東北（滿洲）後，結合部分清朝宗室以及漢人將領、權貴建立以清朝遜帝溥儀為元首的国家，其首都设于新京（今長春），1945年8月後遷至通化（今吉林省白山市境内）。領土包括現今中國遼寧、吉林和黑龍江三省全境（不含關東州），以及內蒙古東部、河北省承德市（原熱河省）。
- 1945年8月17日午夜至18日凌晨，溥儀在通化臨江縣（今臨江市）大栗子沟礦山株式會社技工培養所（日语：礦山株式會社技工養成所，今臨江市大栗子鎮偽滿皇帝溥儀行宮博物館）內舉行退位儀式，宣讀《退位詔書》。之後，溥儀被蘇聯紅軍俘獲，滿洲國正式滅亡。
- 1945年9月，國民政府決議《收復東北各省處理辦法綱要》，公布東北劃分九省案，當時的吉林省的轄區有（省會吉林市，轄2市18縣1旗），而境內哈爾濱市係直轄市，直隸行政院 。
  - 省轄市：吉林市、長春市 。
  - 縣：永吉、長春、伊通、農安、舒蘭、樺甸、磐石、雙陽、德惠、扶餘、雙城、五常、榆樹、敦化、蛟河、乾安、九臺、懷德。
  - 盟旗：郭爾羅斯旗

## 现代
到了1949年，人民政府接管後將東北九省調整為：黑龍江、吉林、松江、遼寧、遼西五省。
接下來到1954年以後，改回東北三省：吉林、遼寧、黑龍江。